# Mers-sur-Indre
Mers-sur-Indre é uma comuna francesa na região administrativa do Centro, no departamento Indre. Estende-se por uma área de 25,5 km². Em 2010 a comuna tinha 673 habitantes (densidade: 26,4 hab./km²).